# Dusona notabilis
Dusona notabilis là một loài tò vò trong họ Ichneumonidae.